# Коровин, Михаил Калинникович
Михаил Калинникович Коровин (19 ноября 1883 года, село Сопич, Черниговская губерния — 19 февраля 1956 года, Томск) — русский и советский геолог, палеонтолог, профессор, заведующий кафедрой Томского технологического института. Крупный исследователь угольных месторождений, в том числе Чулымо-Енисейского, Канско-Ачинского и Минусинского бассейнов. Первым дал прогноз нефтеносности Западной Сибири. Заслуженный деятель науки и техники РСФСР, Лауреат Ленинской премии.

## Биография
Родился в крестьянской семье. Отец — Калинник Сергеевич, из государственных крестьян Льговского уезда Курской губернии, занимался торговлей, арендовал помещичьи земли (до 500 десятин). После изменения государственного строя страны (1917 год) сторожил сельскохозяйственную ферму свеклосахарного завода близ Севска. Мать, Евдокия Петровна, была дочерью сельского священника и вела домашнее хозяйство. После её смерти в 1896 году отец снова женился и в новой семье имел 10 детей.
Окончил Севское духовное училище и Курскую духовную семинарию, но затем, вопреки воле отца, избрал карьеру инженера.
В 1914 году окончил Томский технологический институт. Летом 1913 года помогал профессору М. А. Усову в геологической экспедиции по Северной Монголии. На основе собранных материалов выполнил дипломную работу «Кударинский район Северной Монголии, его геологическое строение и условия золотоносности». Работал в 1914 году в Ленском золотоносном районе (г. Бодайбо).
Во время обучения в университете увлекся исследованием горючих ископаемых, чему посвятил впоследствии свою карьеру. Объектом его исследований были угленосные районы и бассейны Сибири. На протяжении долгих лет он упорно искал доказательство наличия нефти на территории Западной Сибири.
С 1 декабря 1914 года работал в Томском технологическом институте (с 1934 года — Томский политехнический институт), младший лаборант (ассистент) при палеонтологическом кабинете, руководил практическими занятиями по палеонтологии. С 1916 года — преподаватель горного отделения, с 1917 года — ответственный преподаватель по курсу стратиграфической геологии, с 21 марта 1919 года по 5 декабря 1921 года — старший ассистент, с 5 декабря 1921 года по 1948 год — профессор, заведующий кафедрой исторической геологии (исторической геологии и геологии СССР, исторической геологии и палеонтологии). Возглавлял горный (1922—1925 гг.), а затем — геологоразведочный (1933—1939 гг.) факультет и до 1948 г. являлся заведующим кафедрой исторической геологии и палеонтологии. Автор учебника «Историческая геология» (1941), содержащего новую трактовку вопросов тектонического строения и истории геологического развития Азиатской части СССР.
По совместительству преподавал геологию на Сибирских высших женских курсах (СВЖК, 1915—1918). В Томском университете с 1918 года, преподаватель кафедры геологии, с 1921 по 1930 год — профессор.
Одновременно, в 1918—1923 и в 1928—1930 годах сотрудник Сибирского отделения Геолкома.
В 1938 году — доктор геолого-минералогических наук.
В 1945 году выступил с докладом «Перспективы нефтеносности Западной Сибири и пути дальнейших геологических исследований», где предложил начать бурения на территории Томска. Однако, долгое время эта инициатива не имела поддержки. Вёл поиски нефти самостоятельно. Позднее все его исследования и прогнозы подтвердились, и нефть действительно была найдена.
В 1948 году по инициативе Томского обкома ВКП(б) при Доме учёных было создано Бюро по оказанию научно-технической помощи промышленным предприятиям, сельскому хозяйству области, которое возглавил М. К. Коровин.
В 1944—1956 годы — заместитель директора Горно-геологического института Западно-Сибирского филиала Академии наук, непосредственный руководитель нефтяной группы этого института. С 1947 года — консультант Красноярского и Западно-Сибирского геологического управления.

## Семья
Жена (с 1909) — Анна Антоновна, классная наставница в Томской Мариинской гимназии.
- сын Михаил (род. 1913), студент ТТИ, был арестован в 1935 г. и осужден по статье 581 на 5 лет исправительно-трудовых лагерей.
- сын Виктор (1915—1941), выпускник ТМИ, погиб в октябре 1941 года[5].

Второй брак (с 1935) — Васса Дмитриевна, врач.
- дочь Александра (род. 1932) — медик.

## Награды и звания
- 12.12.1940 — Орден Трудового Красного Знамени, «в ознаменование 40-летнего юбилея Томского индустриального института имени С. М. Кирова, за выдающиеся заслуги в деле подготовки высококвалифицированных инженерных кадров»
- 1944 — Звание «Заслуженный деятель науки и техники РСФСР», за выдающиеся заслуги перед государством в области геологических и технических наук.
- 1946 — Медаль «За доблестный труд в Великой Отечественной войне 1941—1945 гг.»
- 1946 — Орден Ленина, за успешную и плодотворную работу в области науки и техники.
- 1953 — Орден Ленина, в связи с 40-летием учебной и научной деятельности.
- 1974 — Ленинская премия за открытие наиболее крупной Западно Сибирской нефтегазоносной провинции России.

## Членство в организациях
- 1947 — КПСС